# Arsène Houssaye
Arsène Houssaye, pseudonimo di Arsène Housset (Bruyères-et-Montbérault, 28 marzo 1815 – Parigi, 26 febbraio 1896), è stato uno scrittore, poeta e letterato francese.

## Biografia
Figlio di contadini, nel 1832 Arsène Houssaye si trasferì a Parigi, dove conobbe Théophile Gautier, Gérard de Nerval, Jules Janin, Alphonse Esquiros, tutti collaboratori della rivista L'Artiste, della quale divenne direttore nel 1843, sulla quale pubblicano giovani scrittori come Théodore de Banville, Henri Murger, Charles Monselet, Jules Champfleury e Charles Baudelaire, che gli dedicò il suo poema in prosa Spleen de Paris.
Collaboratore anche della Revue des Deux Mondes e della Revue de Paris, nel 1848 si presentò candidato alle elezioni legislative senza essere eletto. Bonapartista, fu nominato nel 1849 amministratore della Comédie-Française, nel 1857 ispettore dei musei della provincia e nel 1866 direttore della Revue du XIXe siècle. Arricchitosi con le speculazioni immobiliari favorite dal regime, abitava in un «castello a tre torri con un parco ornato di fontane e di grotte, un giardino con filari di vite [...] un padiglione gotico e uno cinese». Al suo posto fece poi costruire un palazzo in stile rinascimentale, non più esistente, dove teneva feste dispendiose.
Dopo il 1870, fondò La Gazette de Paris e La Revue de Paris et de Saint-Pétersbourg. Nel 1884 fu presidente della Société des gens de lettres. Autore di quasi cento romanzi, di poesie e di alcune commedie, tutte opere dimenticate, il suo libro più conosciuto è l'Histoire du quarante-et-unième fauteuil de l'Académie Française, pubblicato nel 1845. 
Morto nel 1896, Houssaye fu sepolto nel cimitero di Père-Lachaise. Suo figlio, lo storico Henry Houssaye, fu membro dell'Académie Française dal 1894.